# Codonopsis kawakamii
Codonopsis kawakamii är en klockväxtart som beskrevs av Bunzo Hayata. Codonopsis kawakamii ingår i släktet Codonopsis, och familjen klockväxter.
Artens utbredningsområde är Taiwan. Inga underarter finns listade i Catalogue of Life.